# Une tempête dans une chambre à coucher
Pour les articles homonymes, voir Tempête (homonymie) et La Tempête.
Pour plus de détails, voir Fiche technique et Distribution.
Une tempête dans une chambre à coucher est un court métrage muet français réalisé par Ferdinand Zecca et produit par Pathé frères, sorti en 1901.
Le film est sorti aux États-Unis en mai 1902 sous le titre Going to Bed Under Difficulties, distribué par Edison Manufacturing Company.
Vincent Mirabel, dans son livre L'Histoire du cinéma pour les nuls, estime que Ferdinand Zecca a tendance à « faire du neuf avec du vieux » et que dans ce film, « ses visions cauchemardesques ressemblent à du Magritte ».

## Fiche technique
- Titre : Une tempête dans une chambre à coucher
- Réalisation : Ferdinand Zecca
- Producteur : Charles Pathé
- Société de production : Pathé frères
- Pays d'origine :  France
- Format : Noir et blanc - Muet - 35 mm - 1.33 : 1
- Genre : Comédie, Film de fantasy
- Durée :
- Dates de sortie :
  -  France : 1901
  -  États-Unis : mai 1902

## Distribution
- Jean Liézer : le voyageur